# Sjumen (region)
Sjumen är en region (oblast) i nordöstra Bulgarien som har 172 966 invånare (2017). Dess huvudort är Sjumen.

## Administrativ indelning
Regionen består av följande tio kommuner:
- Sjumen
- Kaolinovo
- Kaspitjan
- Chitrino
- Nikola Kozlevo
- Novi Pazar
- Smjadovo
- Vărbitsa
- Veliki Preslav
- Venets